# Zbigniew Dynak
Zbigniew Dynak (ur. 2 grudnia 1960 w Wałbrzychu) – polski ekonomista oraz urzędnik państwowy i samorządowy, w latach 2005–2007 podsekretarz stanu w Ministerstwie Finansów.

## Życiorys
W 1984 ukończył studia ekonomiczne na Akademii Ekonomicznej we Wrocławiu, później także podyplomowo finanse i bankowość. Autor publikacji ekonomicznych.
Pracował przy projektach regionalnych, a później unijnych. Od 1990 do 1995 kierował Wydziałem Rozwoju Regionalnego w Urzędzie Wojewódzkim w Wałbrzychu, odpowiadając m.in. na regionalny program restrukturyzacyjny oraz prywatyzację. Następnie w latach 1995–1997 kierował Biurem Wdrażania Projektów Regionalnych Agencji Rozwoju Regionalnego w Wałbrzychu, odpowiadając za unijny program PHARE. W 1997 był konsultantem lokalnym Banku Światowego w ramach Programu Szybkiej Odbudowy Popowodziowej w Polsce, w 1998 zaś – ekspertem lokalnym ds. budowy strategii regionu wałbrzyskiego. Pomiędzy 1997 a 1999 zasiadał w fotelu wicedyrektora wałbrzyskiego oddziału BGŻ. Pełnił następnie funkcję dyrektora Departamentu Rozwoju Regionalnego w Urzędzie Marszałkowskim Województwa Dolnośląskiego we Wrocławiu, odpowiadając za wdrażanie unijnych funduszy strukturalnych w ramach ZPORR, Interreg oraz SPO Rolnictwo.
5 grudnia 2005 powołany na stanowisko podsekretarza stanu w Ministerstwie Finansów, odpowiedzialnego za politykę zagraniczną i integrację europejską. Odwołany z funkcji 31 stycznia 2007. Później powrócił na stanowisko dyrektora Departamentu Rozwoju Regionalnego w Urzędzie Marszłkowskim.
Żonaty, ma dwoje dzieci. Zna języki angielski i rosyjski.